# Мосхопулос, Константинос
Константинос Мосхопулос (греч. Κωνσταντίνος Μοσχόπουλος; 1854 — 1942) — генерал-лейтенант греческой армии, участник Балканских войн 1912—1913 годов, в 1916 году был начальником греческого Генерального штаба .

## Биография
Константинос Мосхопулос родился в Константинополе в 1854 году. Поступил в военное училище в Греческом королевстве, которое окончил в звании прапорщика артиллерии в 1877 году.
Мосхопулос получил звание младшего лейтенанта в 1879 году, лейтенанта в 1882 году и капитана в 1886 году.
В греко-турецкую войну 1897 года Мосхопулос командовал батареей.
После войны он получил звание майора в 1898 году и полковника в 1910 году. В течение этого периода он возглавил поочередно артиллерийское училище, Афинскую жандармерию и гарнизон города Афины.
Во время Первой Балканской войны Мосхопулос был командиром 4-й пехотной дивизии, которая сыграла решающую роль в Сарантапоро (Битва при Сарантапоро) и у Янница (Битва при Яннице). После сдачи 7-го корпуса османской армии и освобождения столицы Македонии, города Салоники, 4-я дивизия Мосхопулоса была переброшена морем в Эпир. Во время второго приступа на укрепленную зону города Янина, 7 января 1913 года (см. Битва при Бизани), Мосхопулос командовал правым (восточным) флангом греческой армии, состоящим из 4-й и 8-й дивизий. На последнем этапе сражения при Бизани Мосхопулос командовал 2-й группировкой на левом (западном) фланге, которая произвела основную атаку на фортификации вокруг Янина.
К началу Второй Балканской войны 4-я дивизия была снова переброшена в Македонию, где под командованием Мосхопулоса участвовала в победном сражении против болгар у города Килкис (см. Битва под Килкисом). На последнем этапе войны против Болгарии Мосхопулос командовал группой, получившей его имя (группа армии Мосхопулоса — греч. Τμήμα Στρατιάς Μοσχοπούλου), состоящей из 4-й и 2-й дивизий.
После войны Мосхопулос получил звание генерал-лейтенанта и ему было поручено командование только что сформированного 3-го корпуса армии в городе Фессалоники. В дальнейшем Мосхопулос был (ненадолго, с 13 августа по 11 ноября 1916 года) начальником Генерального штаба, а в 1917 году принял военное командование провинции Эпир и острова Керкира. 25 апреля 1920 года Мосхопулос ушёл в отставку.
В 1922 году он был назначен губернатором Фессалоник. Умер генерал Мосхопулос в 1942 году.